# Charlotte-Marie de Saxe-Iéna
Charlotte Marie de Saxe-Iéna (20 décembre 1669 à Iéna – 6 janvier 1703 à Gräfentonna), est une princesse allemande membre de la Maison de Wettin dans la branche de Saxe-Iéna et par le mariage duchesse de Saxe-Weimar.
Elle est le quatrième enfant de Bernard de Saxe-Iéna et de son épouse Marie-Charlotte de La Trémoille, fille de Henri Ier de La Trémoille, 3e duc de Thouars, 2e duc de La Tremoille, et prince de Talmont. La mort prématurée de ses deux frères et de sa sœur aînée avant sa propre naissance fait de Charlotte Marie le seul enfant de ses parents pendant plusieurs années, jusqu'à la naissance de son jeune frère et futur 2e duc de Saxe-Iéna, Jean-Guillaume de Saxe-Iéna en 1675,.

## Biographie
Après la mort précoce de son père (le 3 mai 1678) et de sa mère (24 août 1682) Charlotte Marie et son frère sont placés sous la tutelle de leur oncle, Jean-Ernest II de Saxe-Weimar, en vertu des dispositions de la volonté du feu duc Bernard II; toutefois, Jean-Ernest II meurt peu de temps après (15 mai 1683) et la tutelle des deux jeunes est donné à un autre oncle, Jean-Georges Ier de Saxe-Eisenach.
Six mois plus tard, le 2 novembre 1683, à l'âge de quatorze ans, Charlotte Marie est mariée avec son cousin Guillaume-Ernest de Saxe-Weimar, le fils et le successeur de l'ancien régent Jean-Ernest II. La dot prévue est si faible que Guillaume-Ernest refuse de la réclamer après le mariage.
Trois ans plus tard (en 1686), Jean-Georges Ier meurt et Guillaume-Ernest prend la tutelle du duc de Saxe-Iéna, comme son plus proche parent de sexe masculin (cousin et beau-frère).
Charlotte Marie est décrite[Par qui ?] comme très belle, bien éduquée, mais aussi superficielle et frivole. Le mariage est resté sans enfant et est marqué par de fréquents affrontements entre les époux. Quand la duchesse fait un voyage sans la permission de son mari, celui-ci la confine à Weimar. Enfin, le 23 août 1690 le mariage est officiellement dissout.
Au début, Charlotte Marie est allée vivre avec son frère à Iéna, mais après sa mort, deux mois plus tard (4 novembre 1690), elle est contrainte à la fuite. Sans le sou et avec des dettes, elle erre jusqu'à ce que Frédéric Ier en faveur de Charlotte Marie, qui vend de la ville en 1694, afin de payer ses dettes. Elle vit sur une pension, à la cour de Gotha et est impliquée dans une autre procédure judiciaire à l'encontre de la Maison de Saxe-Weimar, quand elle meurt en 1703, âgé de 33 ans.